# Precisão
Em engenharia, ciência, indústria e estatística, precisão é o grau de variação de resultados de uma medição. Não é o mesmo que exatidão, que se refere à conformidade com o valor real. A precisão tem como base o desvio-padrão de uma série de repetições da mesma análise.

## Visão geral
De acordo com o VIM Vocabulário Internacional de metrologia, precisão é uma caracteristica do instrumento.
Ex.: de forma simples, um paquímetro tem uma precisão entre 0,01 e 0,05 mm; e um micrômetro tem uma precisão entre 0,01 e 0,001 mm.
Exatidão é a correspondência à real medida do objeto. Portanto um instrumento pode ser preciso mas não ser exato, já a afirmação inversa "exato mas não preciso" se torna temerária, pois o sistema não se mostra confiável. 
Por exemplo: num paquímetro de resolução de 0,05 mm realiza-se várias medidas dum objeto expressas como: 30,15 +-0,05 mm; porém, ao fazer medidas deste objeto com outros paquímetros se constata medidas de 30,00 +-0,05mm ou seja, o primeiro paquímetro apresenta a mesma precisão que os demais paquímetros, embora exista uma variação na exatidão de 0,15 mm, que só poderá ser avaliada por outros meios de medição ou seja, com instrumentos da mesma categoria não se pode afirmar qual valor é o exato se 30,15 ou 30,00 mm. 
Tanto a exatidão quanto a precisão de um instrumento são entes estatísticos, muitas vezes dependentes das folgas, habilidade do operador, variações de curto-longo período no ambiente e nas variáveis de medição. A precisão geralmente está relacionada a variáveis como folgas, ruídos elétricos e outras faltas de constâncias de curto período, que introduzem pequenas variações nos resultados das medidas, que passam a oscilar em torno de um dado valor. A exatidão geralmente se altera em termos de médios e longos períodos como desgastes no sistema de medição e/ou macro variações no ambiente. A exatidão expressa o quão longe a média das medidas está do "valor real do objeto medido". Tanto a precisão quanto a exaditão podem ser influenciadas, entretanto se tomando algumas variáveis como "controladas/conhecidas" a precisão geralmente apresenta características de "aleatórias ou de desvio padrão" e a exatidão apresenta caracterísicas "sistemáticas ou afastamento do valor médio de uma referência". Mas as situações podem se inverter e criar situações que fogem duma compreensão rígida dos termos: imagine que num dia ruim um dado operador exerça sistematicamente um posicionamento errôneo e uma mesma força maior no uso de um paquímetro, neste caso hipotético haverá uma "boa precisão" pois ele repete sempre a mesma posição de medição e a mesma força exagerada, contudo haverá uma "falta de exatidão" pois a posição de medição e força criam uma tendência na média das medidas. 